# Marie Hoyau
Marie Hoyau (ur. 12 marca 1997) – francuska skoczkini narciarska. Reprezentantka klubu SC St. Gervais. Uczestniczka mistrzostw świata juniorów (2014) oraz olimpijskiego festiwalu młodzieży Europy (2013).

## Przebieg kariery
25 lutego 2012 roku po raz pierwszy wystartowała w zawodach rangi FIS w Kranju w ramach OPA Games. Zajęła przedostatnie, czternaste miejsce wygrywając jedynie z Włoszką Larą Malsiner o ponad piętnaście punktów.
Na przełomie sierpnia i września tego samego roku zadebiutowała w zawodach Alpen Cup startując w szwajcarskim Einsiedeln. Pierwszy konkurs ukończyła w połowie trzeciej dziesiątki, a drugi rozegrany dzień później na końcu drugiej dziesiątki.
W lutym 2013 roku wystartowała w olimpijskim festiwalu młodzieży Europy odbywających się w Râșnovie. W zawodach sklasyfikowana została na szóstym miejscu. Do podium straciła niespełna cztery punkty.
W połowie lipca wystąpiła w Villach w konkursach FIS Cup. Pierwsze zawody zakończyły się dla niej dyskwalifikacją, zaś dzień później uplasowała się pod koniec trzeciej dziesiątki. Miesiąc później wzięła udział w zawodach Letniego Grand Prix w Courchevel, gdzie zajęła trzydzieste czwarte miejsce.
25 stycznia 2014 zadebiutowała w zawodach Pucharu Świata startując w Planicy. Dwukrotnie konkurs kończyła zajmując miejsca w połowie piątej dziesiątki zawodów.
Dwa dni po ostatnim konkursie w Słowenii wzięła udział w zawodach mistrzostw świata juniorów, które miały miejsce w Predazzo. W konkursie indywidualnym zajęła trzydzieste piąte miejsce straciwszy blisko dziewięć punktów do awansu do serii finałowej. Konkurs drużynowy wraz z Léą Lemare, Julią Clair i Coline Mattel zakończyła na trzecim miejscu zdobywając przy tym brązowy medal.

## Mistrzostwa świata juniorów
| Miejsce | Dzień       | Rok  | Miejscowość              | Skocznia           | Punkt K | HS     | Konkurs | Skok 1 | Skok 2 | Nota                  | Strata    | Zwycięzca      |
| ------- | ----------- | ---- | ------------------------ | ------------------ | ------- | ------ | ------- | ------ | ------ | --------------------- | --------- | -------------- |
| 35.     | 28 stycznia | 2014 | Val di Fiemme / Predazzo | Trampolino Dal Ben | K-95    | HS-106 | ind.    | 74,0 m | –      | 70,3 pkt              | 192,6 pkt | Sara Takanashi |
| 3.      | 30 stycznia | 2014 | Val di Fiemme / Predazzo | Trampolino Dal Ben | K-95    | HS-106 | druż.   | 77,0 m | 83,5 m | 856,9 pkt (158,0 pkt) | 62,1 pkt  | Japonia        |

## Olimpijski festiwal młodzieży Europy
| Miejsce | Dzień     | Rok  | Miejscowość | Skocznia                    | Punkt K | HS    | Konkurs | Skok 1 | Skok 2 | Nota      | Strata  | Zwycięzca      |
| ------- | --------- | ---- | ----------- | --------------------------- | ------- | ----- | ------- | ------ | ------ | --------- | ------- | -------------- |
| 6.      | 19 lutego | 2013 | Râșnov      | Trambulina Valea Cărbunării | K-64    | HS-71 | ind.    | 64,5 m | 64,5 m | 219,9 pkt | 5,1 pkt | Anna Rupprecht |

## Puchar Świata

### Miejsca w poszczególnych konkursachPucharu Świata
| Sezon 2013/2014                                                                                      |              |              |             |             |         |         |     |     |         |         |            |            |        |        |      |       |         |        |
| Lillehammer                                                                                          | Hinterzarten | Hinterzarten | Czajkowskij | Czajkowskij | Sapporo | Sapporo | Zaō | Zaō | Planica | Planica | Hinzenbach | Hinzenbach | Râșnov | Râșnov | Oslo | Falun | Planica | punkty |
| - | -            | -            | -           | -           | -       | -       | -   | -   | 46      | 44      | -          | -          | -      | -      | -    | -     | -       | 0      |
| Legenda                                                                                              |              |              |             |             |         |         |     |     |         |         |            |            |        |        |      |       |         |        |
| 1 2 3 4-10 11-30 poniżej 30 q – zawodniczka nie zakwalifikowała się - – zawodniczka nie wystartowała |              |              |             |             |         |         |     |     |         |         |            |            |        |        |      |       |         |        |

## Letnie Grand Prix

### Miejsca w poszczególnych konkursachLGP
| 2013                                                                                                 |                  |                   |                   |              |              |        |
| Hinterzarten 26.07                                                                                   | Courchevel 15.08 | Niżny Tagił 13.09 | Niżny Tagił 14.09 | Ałmaty 21.09 | Ałmaty 22.09 | punkty |
| - | 34               | -                 | -                 | -            | -            | 0      |
| Legenda                                                                                              |                  |                   |                   |              |              |        |
| 1 2 3 4-10 11-30 poniżej 30 q – zawodniczka nie zakwalifikowała się - – zawodniczka nie wystartowała |                  |                   |                   |              |              |        |

## FIS Cup

### Miejsca w klasyfikacji generalnej
| Sezon     | Miejsce |
| --------- | ------- |
| 2013/2014 | 61.     |

### Miejsca w poszczególnych konkursachFIS Cup
| Sezon 2013/2014                                                                   |         |          |          |        |        |        |        |        |
| Villach                                                                           | Villach | Frenštát | Frenštát | Râșnov | Râșnov | Râșnov | Râșnov | punkty |
| dq                                                                                | 27      | -        | -        | -      | -      | -      | -      | 4      |
| Legenda                                                                           |         |          |          |        |        |        |        |        |
| 1 2 3 4-10 11-30 poniżej 30 dq – dyskwalifikacja - − zawodniczka nie wystartowała |         |          |          |        |        |        |        |        |

## Alpen Cup

### Miejsca w klasyfikacji generalnej
| Sezon     | Miejsce |
| --------- | ------- |
| 2012/2013 | 38.     |
| 2013/2014 | 28.     |
| 2014/2015 | 52.     |
| 2015/2016 | 49.     |